# Michael Cronin
Michael Cronin (1942, Kempston) es un actor británico.  
Conocido por sus interpretaciones en el cine como Elifaz en Jesús de Nazareth (1977), Hilcias en Jeremías (1998) y como el Dr. Lloyd en El hombre lobo (2010), que lo han convertido en uno de los actores británicos más exitosos. También es escritor de novelas. Actualmente reside en Londres junto con su esposa, y tienen dos hijos.
- Datos: Q6829553